# Harvey Elliott
Harvey Daniel James Elliott (* 4. April 2003 in Chertsey) ist ein englischer Fußballspieler. Der Flügelspieler steht seit Juli 2019 beim FC Liverpool unter Vertrag.

## Karriere
Elliott begann in London bei den Queens Park Rangers mit dem Fußballspielen und wechselte anschließend in die Jugend des FC Fulham. In der Saison 2017/18 kam er im Alter von 14 Jahren bereits in der U18-Premier-League zum Einsatz und gehörte ab der Saison 2018/19 fest zum Kader der U18. Am 18. September 2018 kam er im Alter von 15 Jahren für die U23, die zweite Herrenmannschaft, im Spiel gegen die Wycombe Wanderers in der Football League Trophy zum Einsatz.
Am 25. September 2018 debütierte Elliott unter dem Trainer Slaviša Jokanović im Alter von 15 Jahren und 174 Tagen in der ersten Mannschaft, als er beim 3:1-Sieg gegen den Zweitligisten FC Millwall in der dritten Runde des League Cup in der 81. Spielminute eingewechselt wurde. Am 4. Mai 2019 gab er unter Trainer Scott Parker sein Debüt in der Premier League, als er bei einer 0:1-Niederlage des FC Fulham gegen die Wolverhampton Wanderers kurz vor Spielende eingewechselt wurde. Damit wurde er im Alter von 16 Jahren und 30 Tagen zum bisher jüngsten Spieler in der Geschichte der Liga. Am 18. September 2022 löste ihn Ethan Nwaneri ab, der im Alter von 15 Jahren und 181 Tagen in der höchsten englischen Spielklasse debütierte. Bis zum Saisonende folgte ein weiterer Einsatz in der Profimannschaft, die in die EFL Championship abstieg. In der U18 kam Elliott auf 12 Einsätze in der U18-Premier-League, in denen er 5 Tore erzielte. Zudem spielte er 5-mal für die U23 in der Premier League 2.
Zur Saison 2019/20 wechselte Elliott zum amtierenden Champions-League-Sieger FC Liverpool. Dort stand er im Kader der Profimannschaft von Jürgen Klopp, mit der er im August den UEFA Super Cup gewann, kam aber hauptsächlich in den Nachwuchsmannschaften zum Einsatz. Für die Profimannschaft kam der 16-Jährige erstmals Ende September im League Cup zum Einsatz, als er beim Sieg gegen die Milton Keynes Dons (3. Liga) in der Startelf stand. Im Dezember 2019 konnte Elliott mit Liverpool die FIFA-Klub-Weltmeisterschaft 2019 gegen Flamengo Rio de Janeiro mit 1:0 nach Verlängerung gewinnen. Im Juli 2020 unterschrieb er seinen ersten Profivertrag. In seiner ersten Saison beim FC Liverpool kam Elliott 12-mal (2 Tore) in der U23 und 7-mal (ein Tor) für die U19 in der UEFA Youth League zum Einsatz. Für die Profimannschaft spielte er 2-mal in der Premier League und verpasste somit die nötigen 5 Einsätze, um als Einzelspieler englischer Meister zu werden. Daneben spielte Elliott je 3-mal im FA Cup und EFL Cup.
Nachdem der 17-Jährige Ende September 2020 zu einem Einsatz im EFL Cup gekommen war, wechselte er Mitte Oktober 2020 bis zum Ende der Saison 2020/21 auf Leihbasis in die EFL Championship zu den Blackburn Rovers. Dort absolvierte er unter dem Cheftrainer Tony Mowbray 41 Zweitligaspiele, stand 31-mal in der Startelf und erzielte 7 Tore.
Zur Saison 2021/22 kehrte Elliott zum FC Liverpool zurück.

## Titel

### Vereine
International
- Klub-Weltmeister: 2019

England
- Meister: 2025
- Pokalsieger: 2022
- Ligapokalsieger (2): 2022, 2024
- Supercupsieger: 2022

### Nationalmannschaft
- U21-Europameister (2): 2023, 2025

### Auszeichnungen
- Bester Spieler der U21-Europameisterschaft: 2025